# Moshe Aviv Tower
Il Moshe Aviv Tower (in ebraico מגדל משה אביב) è un grattacielo alto 235 metri situato a Ramat Gan, in Israele. L'edificio di 68 piani è comunemente noto anche come City Gate. È il secondo edificio più alto in Israele, dopo la torre Azrieli Sarona alta 238 metri e situata a Tel Aviv.

## Antefatti
L'edificio è stato progettato dagli architetti israeliani Amnon Niv e Amnon Schwartz. Il grattacielo prende il nome da Moshe Aviv, il proprietario dell'impresa edile il quale morì in un incidente a ottobre 2001, prima che l'edificio venisse completato.